# Antonia Roldán Fernández
Antonia Roldán Fernández (Miguelturra, Ciudad Real, 20 de noviembre de 1913 - junio de 2004) es la primera mujer licenciada en Física en España y además está considerada la primera meteoróloga española.

## Biografía
Nació en la calle Cohombro de Miguelturra, siendo la segunda de nueve hermanos. A los tres años se trasladó a Ciudad Real, donde permaneció hasta los 16 años. Culminó sus estudios primarios en el colegio de los Jesuitas y los estudios superiores en la academia general de enseñanza Pérez Molina. Se examinó del bachillerato en Madrid y obtuvo la calificación de matrícula de honor.
Cursó Ciencias Físicas en la Universidad Central de Madrid, siendo de las primeras cinco mujeres en hacerlo en España, y a continuación completó sus estudios de doctorado. Tuvo como maestros más influyentes en su trayectoria académica y profesional al científico Julio Palacios, catedrático de Termología, vocal de la Junta para Ampliación de Estudios, presidente de la Sociedad Española de Física y Química y miembro de la Real Academia de Ciencias Exactas, Físicas y Naturales y, sobre todo, a Arturo Duperier Vallesa, catedrático de Geofísica en la Universidad Central, especializado en radiación cósmica con el que trabajó en el departamento de Electricidad y Magnetismo del Instituto Nacional de Física y Química, que dirigía Blas Cabrera con ayuda financiera de la Fundación Rockefeller, haciendo experimentos de radioactividad atmosférica.
En 1935 cuando tenía 22 años ingresó en el antiguo Servicio Meteorológico Nacional tras aprobar las oposiciones para la escala de Auxiliar de Meteorología, siendo una de las cuatro primeras mujeres en hacerlo antes de la guerra civil, tras la donostiarra Felisa Martín Bravo que había accedido al Cuerpo Superior de Meteorología en 1929 y que se había convertido además en la primera doctora en Física de la universidad española. Su primer destino fue el Observatorio Meteorológico del Retiro, trasladándose después a la Ciudad Universitaria como jefa de climatología.
Ya durante la dictadura franquista, el Instituto Nacional de Meteorología pasó a formar parte del Ejército, por lo que se dejaron de admitir mujeres al militarizarse todos los empleados. Además, con el nuevo Reglamento de 1941 el ingreso al Cuerpo Superior de Meteorología sólo podía realizarse desde la plaza de auxiliar y sus requisitos eran tener cinco años de antigüedad en el servicio, presentar la titulación estipulada y defender una memoria científica ante un tribunal. Tras cumplir estos requerimientos, Antonia Roldán consiguió acceder al Cuerpo Superior de Meteorólogos, con rango militar de Teniente, en el que permaneció hasta su jubilación. Dada su formación y experiencia profesional tuvo diversas responsabilidades dentro del servicio pero fundamentalmente se centró en el campo de la climatología, concretamente en la vigilancia y seguimiento del clima, publicando numerosas monografías dedicadas a la climatología en diversas provincias de España.

## Reconocimientos
- El 10 de julio de 2007 el pleno del ayuntamiento de Miguelturra (Ciudad Real), su localidad natal, adoptó por unanimidad el acuerdo de asignar el nombre de Antonia Roldán a la nueva calle situada entre las calles Malpica y Buque. En el número 15 de la misma se sitúa el Punto Digital de Inclusión Digital del Barrio de Oriente.[7]
- El 8 de marzo de 2022 con motivo del Día Internacional de la mujer se inauguró en el CEIP (colegio de infantil y primaria) María Elena Maseras de Miguelturra (Ciudad Real) el "aula Antonia Roldán Fernández", dedicada a experimentar con la ciencia.[8]
- En el año 2004, dentro de los actos organizados por el Ayuntamiento de Miguelturra para conmemorar el Día Internacional de la Mujer, recibió un homenaje en su localidad natal para reconocer y recompensar la trayectoria de "una mujer pionera y transgresora”’, según la definió el también meteorólogo y periodista Manuel Toharia, invitado al acto y que la considera su verdadera maestra en el oficio.[9]
- En el concurso "Descubre Mujeres Científicas en Ciudad Real" convocado en 2022, la categoría accésit de Educación primaria recibe el nombre de Antonia Roldán., organizado por el ayuntamiento de Ciudad Real y la Universidad de Castilla-La Mancha dentro del proyecto: Mujeres Ingeniosas, dirigido a estudiantes de primaria y secundaria y orientado a la difusión y el fomento de la vida y trabajo de las mujeres científicas, ingenieras y tecnólogas reconociendo su labor y su impacto en la sociedad.[10]

## Publicaciones

### Monografías
- El clima en Ciudad Real. Instituto Nacional de Meteorología, 1983.
- Notas para una climatología de Barcelona. Instituto Nacional de Meteorología, 1985.
- Notas para una climatología de Cáceres. Instituto Nacional de Meteorología, 1985.
- Notas para una climatología de Gijón. Instituto Nacional de Meteorología, 1985.
- Notas para una climatología de La Coruña. Instituto Nacional de Meteorología, 1985.
- Notas para una climatología de Logroño. Instituto Nacional de Meteorología, 1985.
- Notas para una climatología de Madrid. Instituto Nacional de Meteorología, 1985.
- Notas para una climatología de Valencia. Instituto Nacional de Meteorología, 1985.
- Notas para una climatología de S. Sebastián. Instituto Nacional de Meteorología, 1985.
- Notas para una climatología de Valladolid. Instituto Nacional de Meteorología, 1985.
- Notas para una climatología de Sevilla. Instituto Nacional de Meteorología, 1985.
- Notas para una climatología de S.C. de Tenerife. Instituto Nacional de Meteorología, 1985.
- Notas para una climatología de Málaga. Instituto Nacional de Meteorología, 1985.
- Notas para una climatología de Zaragoza. Instituto Nacional de Meteorología, 1985
- Notas para una climatología de Barcelona. Instituto Nacional de Meteorología, 1986.
- Notas para una climatología de Alicante. Instituto Nacional de Meteorología, 1987.
- Notas para una climatología de Ávila. Instituto Nacional de Meteorología, 1987.
- Notas para una climatología de Badajoz. Instituto Nacional de Meteorología, 1987.
- Notas para una climatología de Bilbao. Instituto Nacional de Meteorología, 1987.
- Notas para una climatología de Burgos. Instituto Nacional de Meteorología, 1987.
- Notas para una climatología de León. Instituto Nacional de Meteorología, 1987.
- Notas para una climatología de Palma de Mallorca. Instituto Nacional de Meteorología, 1987.
- Notas para una climatología de Salamanca. Instituto Nacional de Meteorología, 1987.
- Notas para una climatología de Castellón de la Plana. Instituto Nacional de Meteorología, 1988.
- Notas para una climatología de Córdoba. Instituto Nacional de Meteorología, 1988.
- Notas para una climatología de Cuenca. Instituto Nacional de Meteorología, 1988.
- Notas para una climatología de Gerona. Instituto Nacional de Meteorología, 1988.
- Notas para una climatología de Granada. Instituto Nacional de Meteorología, 1988.
- Notas para una climatología de Guadalajara. Instituto Nacional de Meteorología, 1988.
- Notas para una climatología de Toledo. Instituto Nacional de Meteorología, 1988.
- Notas para una climatología de Vitoria. Instituto Nacional de Meteorología, 1988.

### Artículos en el calendario meteorológico[11]
- "Fecha de la primera y última helada en España" (1955).
- "Temperaturas extremas de España (1901 – 1960)" (1962).
- "Un otoño extraordinariamente lluvioso: el de 1972" (1974).
- "La extraordinaria sequía durante los últimos meses del año 1974" (1976).